# Luzes Yehudi
As luzes Yehudi são lâmpadas de brilho controlado automaticamente, colocadas na parte frontal e no bordos de ataque de uma aeronave para aumentar a luminância da aeronave para o brilho médio do céu, uma forma de camuflagem ativa que usa contrailuminação. Elas foram projetadas para camuflar a aeronave, evitando que ela apareça como um objeto escuro contra o céu.
A tecnologia foi desenvolvida pela Marinha dos Estados Unidos a partir de 1943, para permitir que uma aeronave de busca marítima se aproximasse de um submarino na superfície "dentro de 30 segundos de tempo de voo" antes de se tornar visível para a tripulação do submarino. Isso, por sua vez, permitiu que a aeronave atacasse o submarino com cargas de profundidade antes que ele pudesse mergulhar, para combater a ameaça dos submarinos alemães à navegação aliada. O conceito foi baseado em pesquisas anteriores da Marinha Real Canadense em seu projeto de camuflagem de iluminação difusa.
As luzes Yehudi não foram usadas na guerra e se tornaram obsoletas com o avanço dos radares pós-guerra. Com os aprimoramentos na tecnologia furtiva na década de 1970, elas voltaram a atrair interesse.

## Etimologia
Um relatório do Comitê de Pesquisa de Defesa Nacional dos Estados Unidos sobre a história do projeto explica, em uma nota de rodapé, que o nome "Yehudi", na gíria contemporânea da época, significava "o homenzinho que não estava lá". A gíria pode talvez fazer alusão ao slogan popular e canção de incentivo "Who's Yehudi?" ou "Who's Yehoodi?" ("Quem é Yehoodi?" em português). Diz-se que o bordão surgiu quando o violinista Yehudi Menuhin foi convidado do popular programa de rádio de Bob Hope, onde o companheiro Jerry Colonna, aparentemente achando o nome engraçado, perguntava repetidamente "Quem é Yehudi?". Colonna continuou a piada em programas posteriores sem Menuhin, transformando "Yehudi" em uma gíria amplamente compreendida no final dos anos 1930 para uma pessoa misteriosamente ausente.

## Origens canadenses

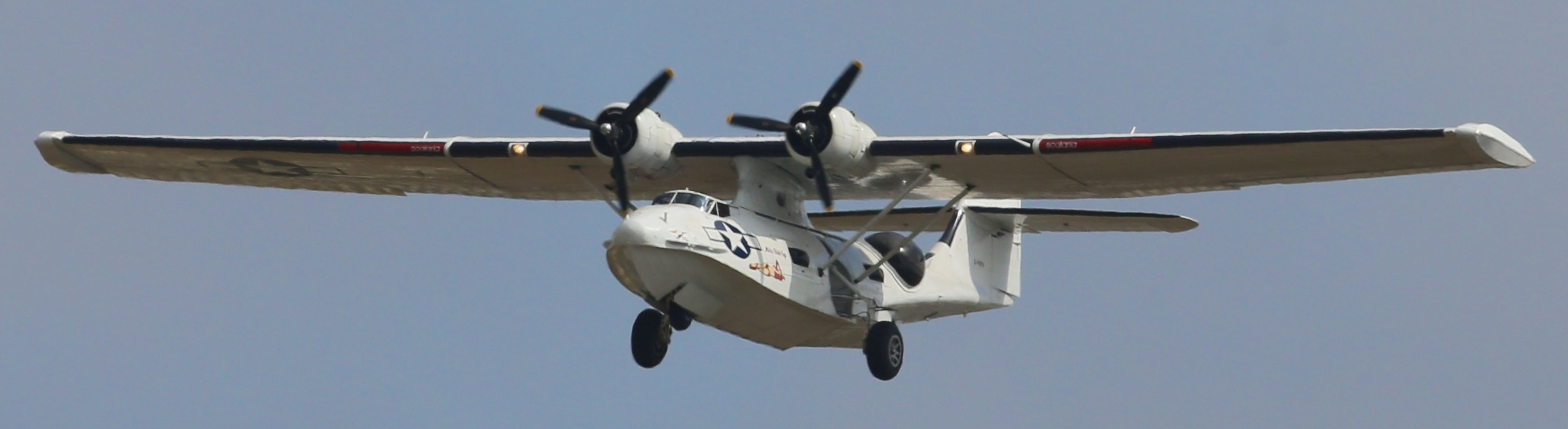
Uma aeronave de patrulha marítima Catalina, pintada o mais brilhante possível — branca — para minimizar a visibilidade contra o céu, ainda parece escura. As luzes Yehudi combinam melhor com o brilho, gerando luz

O uso de luzes Yehudi para camuflar aeronaves combinando sua luminância com o céu de fundo foi desenvolvido, em parte, pelo Projeto Yehudi da Marinha dos Estados Unidos a partir de 1943, após experimentos pioneiros no projeto canadense de camuflagem de iluminação difusa para navios no início da Segunda Guerra Mundial. Um professor canadense, Edmund Godfrey Burr, havia descoberto acidentalmente o princípio quando viu uma aeronave se aproximando para pousar sobre a neve e, de repente, desaparecer. Ele percebeu que a luz refletida havia aumentado seu brilho apenas o suficiente para combinar com o céu de fundo.
Os navios eram equipados com projetores comuns montados em pequenas plataformas fixadas em seus lados, com os projetores apontando para dentro, em direção ao lado do navio. O brilho era ajustado para coincidir com o brilho do céu. O experimento canadense mostrou que tal camuflagem por contrailuminação era possível, despertando interesse tanto no Reino Unido quanto nos Estados Unidos, mas o equipamento era volumoso e frágil, e nem a Marinha Real Canadense nem seus aliados o levaram à produção.

## Camuflagem ativa em animais

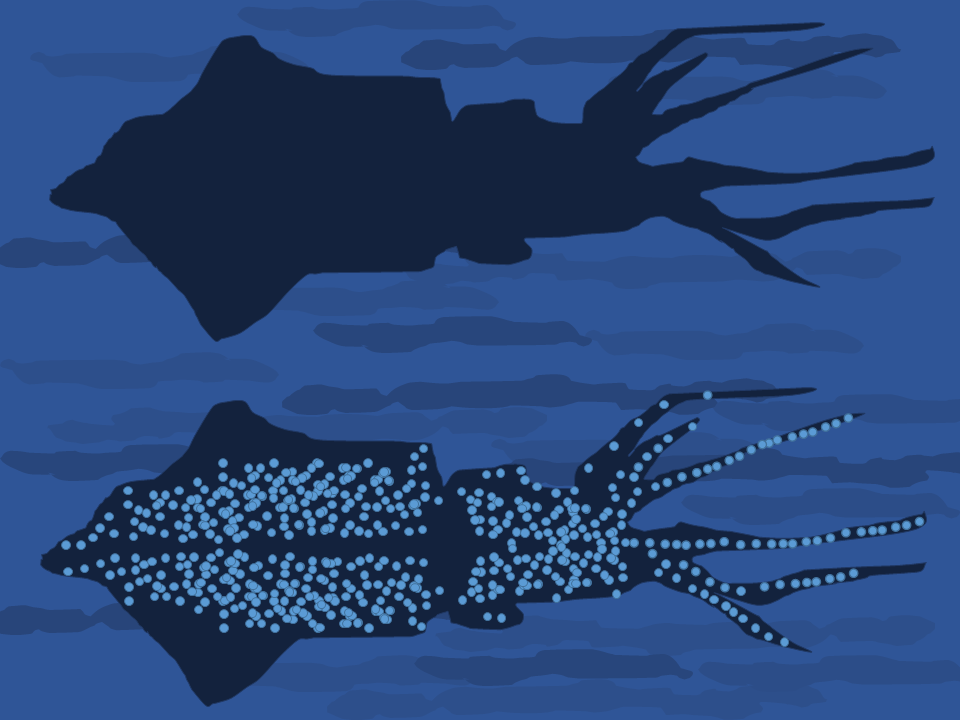
O princípio da camuflagem por contrailuminação em lulas. Quando vistas de baixo por um predador, a luz do animal ajuda a combinar seu brilho e cor à superfície do mar

Uma estratégia equivalente de camuflagem ativa, conhecida pelos zoólogos como contrailuminação, é usada por muitos organismos marinhos, incluindo peixes, camarões e cefalópodes como a lula Abralia veranyi. A parte inferior do animal é coberta com pequenos fotóforos, órgãos que produzem luz. A lula varia a intensidade da luz de acordo com o brilho da superfície do mar, bem acima, proporcionando uma camuflagem eficaz ao apagar a sua silhueta com luz.

## Projeto de pesquisa da Marinha dos Estados Unidos

### Objetivo
As luzes Yehudi foram desenvolvidas pela Marinha dos Estados Unidos para ajudar a combater a "ameaça" dos submarinos alemães à navegação aliada no Atlântico Norte. O Diretor de Serviços Técnicos (ou DTS, sigla de Director Of Technical Services) da Força Aérea do Exército dos Estados Unidos solicitou à seção de camuflagem do Comitê de Pesquisa de Defesa Nacional (NDRC, National Defense Research Committee) que desenvolvesse um método de camuflagem que permitiria que uma aeronave de busca marítima equipada com radar se aproximasse de um submarino na superfície em até 30 segundos de voo antes de ser vista. Isso permitiria que a aeronave lançasse suas cargas de profundidade antes que o submarino pudesse mergulhar.
Pesquisadores britânicos descobriram que a quantidade de energia elétrica necessária para camuflar a parte inferior de uma aeronave durante o dia era proibitiva; e que os projetores de luz montados externamente (seguindo a abordagem canadense) perturbavam inaceitavelmente a aerodinâmica da aeronave.

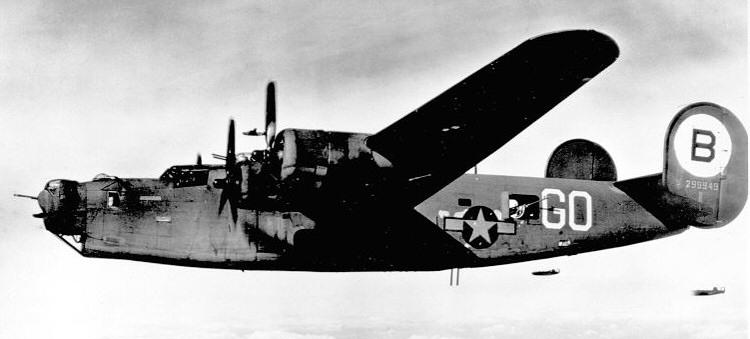
As luzes Yehudi foram testadas em B-24 Liberators B-24 Liberators a partir de 1943

O DTS, e por meio dele o NDRC, foram informados, de acordo com as descobertas canadenses, que até uma aeronave branca normalmente apareceria escura contra o céu. Foi-lhes dito ainda que, embora a "floodlighting" (iluminação com holofotes) da aeronave (de maneira semelhante à camuflagem com iluminação difusa para navios) pudesse, em teoria, torná-la suficientemente brilhante para combinar com o fundo, isso exigiria uma quantidade impossivelmente grande de energia elétrica. Mas havia uma opção que consumia menos energia disponível: utilizar luzes viradas para a frente e exigir que a aeronave voasse a 3 graus da linha diretamente em direção ao submarino, de modo que apenas sua parte frontal contrailuminada ficasse virada para o inimigo.

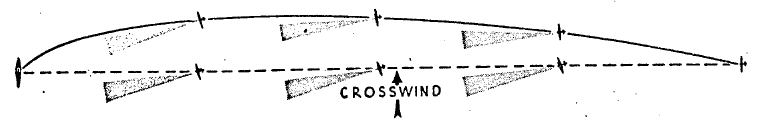
Caminho de voo das luzes Yehudi em vento cruzado para manter cones de luz de 3 graus de largura do nariz apontando diretamente para o inimigo

Os pilotos observaram que, ao escolherem um rumo em linha reta para compensar um vento cruzado, o nariz da aeronave nem sempre apontaria diretamente para o inimigo, podendo estar, por exemplo, 20 graus fora do alvo.  Como tornar os feixes de luz suficientemente brilhantes em um ângulo tão amplo era impraticável, os pilotos eram instruídos a manter o nariz apontado diretamente para o alvo em todos os momentos, resultando numa trajetória de aproximação curva.
A NDRC estimou que as luzes poderiam ser espaçadas até cerca de 1,2 metros separados sem se tornarem visíveis como objetos individuais a uma distância de 3,2 km. Com base nisso, calculou-se que uma aeronave grande, como um bombardeiro B-24 Liberator, poderia ser camuflada contra o céu com um consumo de energia inferior a 500 watts. A tecnologia-chave investigada por Yehudi foi, portanto, a utilização de luzes voltadas para a frente em aeronaves antissubmarinas e de ataque.

### Prototipagem em solo

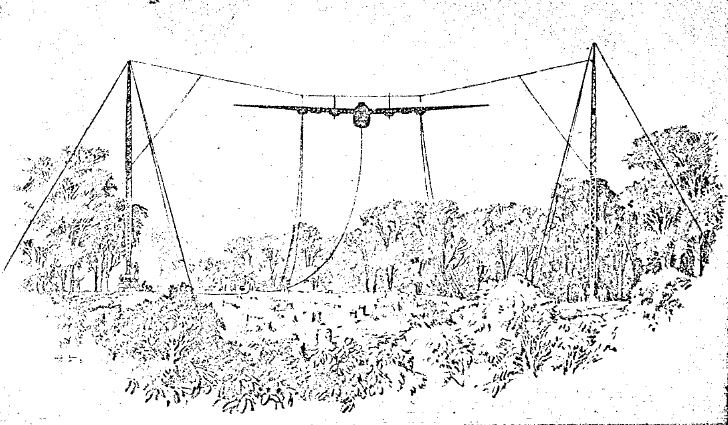
Protótipo de madeira compensada das luzes Yehudi criado no entre dezembro e fevereiro de 1943 para demonstrar o conceito de contrailuminação utilizando luzes direcionadas para frente em um B-24 Liberator

Para aumentar a confiança na abordagem, o projeto criou um protótipo na forma de uma silhueta de madeira compensada contrailuminada de um Liberator em tamanho real, suspensa por torres a 30 metros em um ponto onde poderia ser vista de um local ligeiramente acima do nível do mar, a 3,2 quilômetros de distância, atravessando Oyster Bay, em Long Island. Dessa forma, a silhueta era vista principalmente sobre a água, assim como uma aeronave de busca marítima seria vista a partir da torre de comando de um submarino. O protótipo foi equipado com lâmpadas de feixe selado fabricadas pela General Electric.
As lâmpadas tinham refletores para fornecer um feixe estreito de 3 graus na horizontal e 6 graus na vertical, minimizando o consumo de energia para o brilho necessário. A intensidade das lâmpadas era controlável por meio de um resistor variável. Durante um teste entre dezembro e fevereiro de 1943, selecionando um dia em que a visibilidade estava acima de 3,2 quilômetros e o vento não tão forte a ponto de destruir o protótipo, os observadores puderam ver claramente os cabos a 2,5 centímetros de espessura usados para sustentar o modelo, mas a silhueta em si estava "completamente invisível" com as lâmpadas corretamente ajustadas.

### Testes de aeronaves
O projeto Yehudi utilizou, portanto, lâmpadas voltadas para a frente, montadas no nariz da aeronave e no bordos de ataque das asas, ou suspensas abaixo das asas, com seu brilho controlado por um circuito contendo um par de fotocélulas para corresponder ao brilho do céu. Uma fotocélula apontava para o céu, enquanto a outra apontava para uma lâmpada auxiliar; o circuito ajustava o brilho da lâmpada para tornar a saída das duas fotocélulas igual. Foi testado em Liberators, bombardeiros-torpedeiros Avenger e em uma bomba planadora da Marinha entre 1943 e 1945.
Ao direcionar a luz para frente, em direção ao observador (em vez de direcioná-la para a superfície da aeronave), o sistema forneceu uma camuflagem por contrailuminação eficaz e eficiente, mais parecida com a de animais marinhos, como a Watasenia scintillans, do que com a abordagem canadense de iluminação difusa. O sistema nunca entrou em serviço ativo.

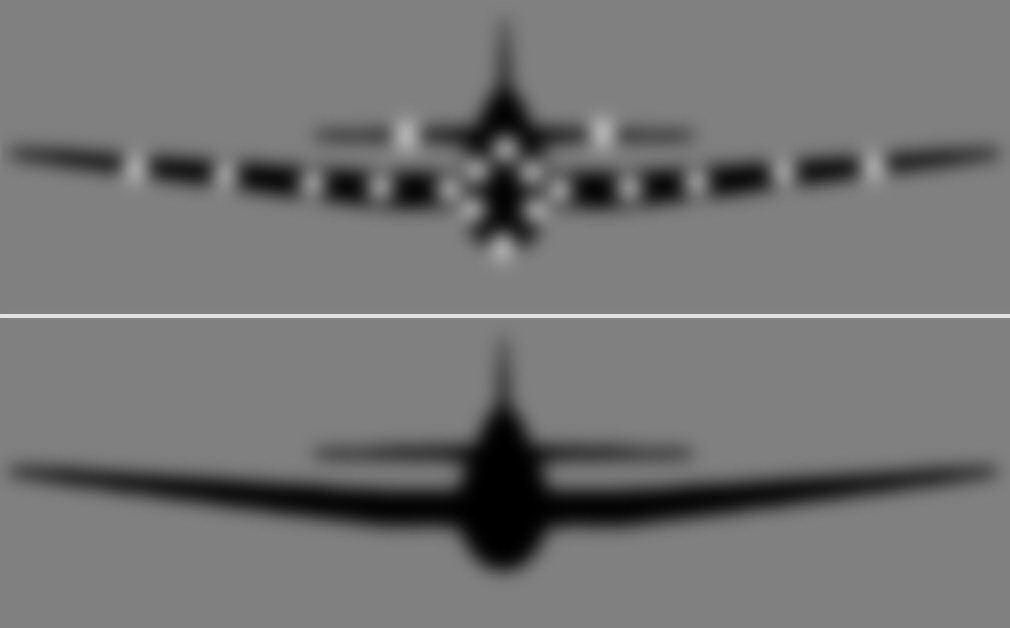
As luzes Yehudi aumentam o brilho médio de um Grumman Avenger, transformando sua forma escura na mesma luminosidade do céu
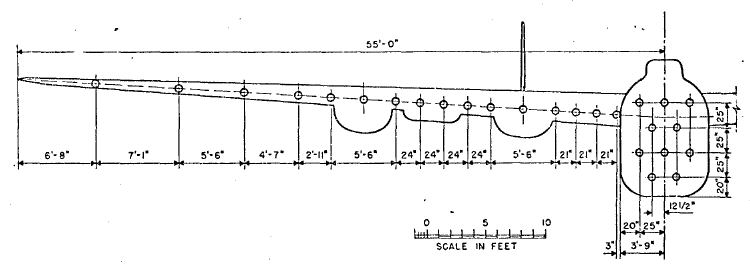
Plano de luzes Yehudi para camuflagem por contrailuminação de um B-24 Liberator, mostrando luzes espaçadas ao longo do bordos de ataque e na parte frontal da fuselagem

### Resultados
Em 1945, um Grumman Avenger com luzes Yehudi conseguiu se aproximar a 2 700 metros de um navio antes de ser avistado, quando nas mesmas condições um avião não camuflado foi detectado a uma distância de cerca de 19 quilômetros. Na época, foi observado que isso forçaria o inimigo a escolher entre abrir mão do silêncio de radar, facilitando a localização de submarinos, mas dificultando a aproximação, ou os observadores usar binóculos continuamente. Como os binóculos de 8x da época tinham um campo de visão de apenas 5 graus, enquanto os submarinos inimigos na superfície mantinham vigilância com três observadores, cada um atribuído a um arco de 120 graus, a camuflagem foi considerada eficaz.

## Desenvolvimentos posteriores

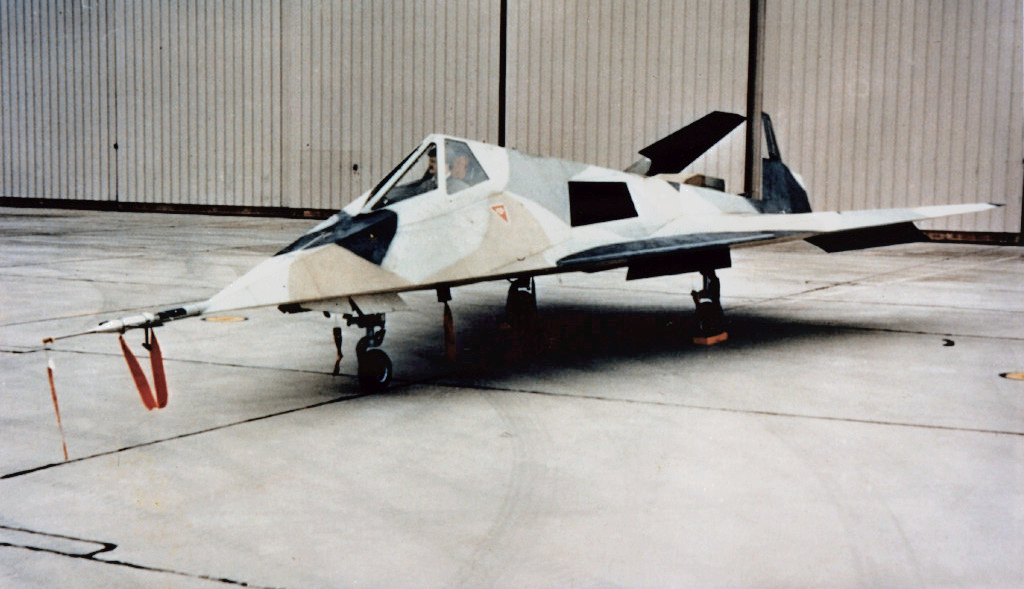
Um protótipo do caça furtivo Have Blue, c. 1977, apresentando tanto coloração disruptiva quanto um design facetado que minimizava sua seção transversal de radar, mas sem luzes Yehudi

A capacidade de se aproximar de um alvo sem ser visto tornou-se obsoleta devido aos avanços no radar nas décadas de 1940 e 1950. Desde o desenvolvimento da tecnologia furtiva, as luzes Yehudi atraíram interesse renovado, primeiro em 1973, quando a McDonnell Douglas pesquisou uma aeronave de "ataque silencioso" para o Escritório de Pesquisa Naval dos Estados Unidos, modificando o F-4 Phantom com luzes Yehudi em sua parte inferior, e mais tarde na década de 1970, quando a Skunk Works da Lockheed Martin foi contratada para desenvolver o protótipo de aeronave furtiva Have Blue, que ajudou a orientar o desenvolvimento da aeronave de ataque furtiva F-117A e do bombardeiro furtivo B-2.
O protótipo Have Blue foi camuflado de forma disruptiva para disfarçar seu formato de observadores casuais, além de ser construído com facetas angulares para reduzir sua seção transversal de radar. O uso de qualquer forma de camuflagem ativa, sejam luzes Yehudi ou emissões de microondas, foi rejeitado.